# El Ocote, San Ignacio Cerro Gordo
El Ocote är en ort i Mexiko.   Den ligger i kommunen San Ignacio Cerro Gordo och delstaten Jalisco, i den centrala delen av landet, 400 km väster om huvudstaden Mexico City. El Ocote ligger 2 067 meter över havet och antalet invånare är 159.
Terrängen runt El Ocote är platt österut, men västerut är den kuperad. Runt El Ocote är det ganska tätbefolkat, med 72 invånare per kvadratkilometer. Närmaste större samhälle är Arandas, 18,0 km öster om El Ocote. I omgivningarna runt El Ocote växer huvudsakligen savannskog.